# Калієв Зарлик
Зарлик Калієв (30 березня 1937, село Іргіз, тепер Іргізького району Актюбінської області, Казахстан) — радянський казахський діяч, старший чабан радгоспу «Іргізький» Іргізького району Актюбінської області Казахської РСР. Член ЦК КПРС у 1990—1991 роках.

## Життєпис
У 1957 році закінчив Іргізьку середню школу Іргізького району.
З 1957 року — старший чабан радгоспу «Іргізький» Іргізького району Актюбінської області Казахської РСР.
Член КПРС з 1963 року.
Подальша доля невідома.